# Флуориметрична кінцева точка
Флуориметрична кінцева точка (англ. fluorimetric end-point, рос. флуориметрическая конечная точка) — кінцева точка в титруванні, коли хід реакції контролюється за зміною флуоресценції системи візуально або фотометрично при опромінюванні розчину відповідним джерелом збудження флуоресценції (наприклад, ртутною лампою). 